# Tom Reichelt (Maler)

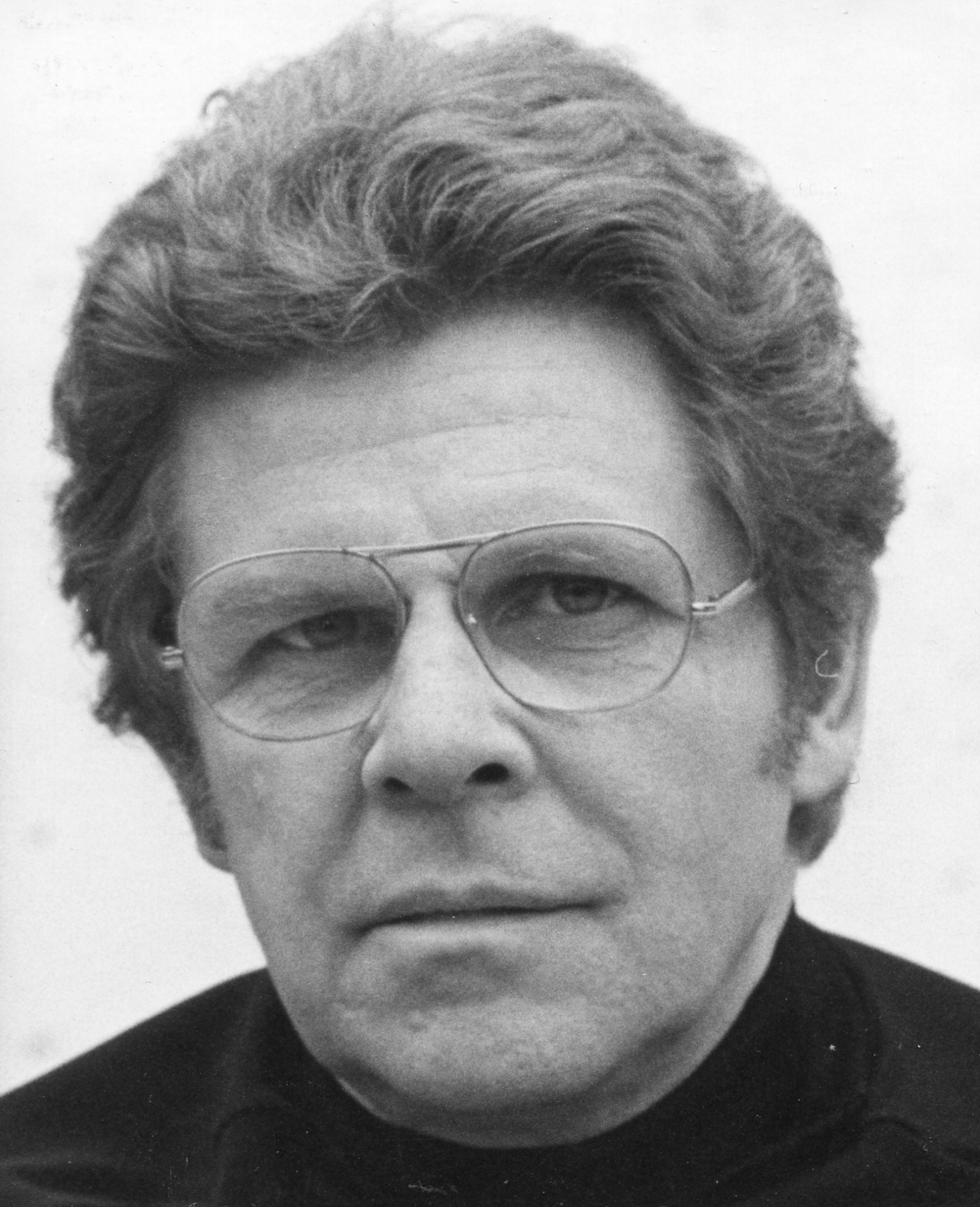
Tom Reichelt, 1991

Tom Reichelt (* 16. September 1920 in Dresden als Karl Ottomar Reichelt; † 25. März 2004 in Celle) war ein deutscher Maler. Seit 1967 signierte er mit dem Künstlernamen Tom Reichelt. Er ist der Enkel des Dresdner Architekten Ottomar Reichelt (1853–1911) und Vater des jetzt in Berlin lebenden Malers und Musikers Moritz Reichelt (* 1955).

## Leben
Tom Reichelt wurde nach dem Abitur 1938 zur Wehrmacht eingezogen und schon zu Beginn des Zweiten Weltkrieges 1940 zum Medizinstudium nach Leipzig abkommandiert. Nach Staatsexamen und Promotion 1945 war er Assistenzarzt in Blankenburg, Merseburg und Halle. Inspiriert durch den Maler Georg Paul in Merseburg begann sich Tom Reichelt mit der bildenden Kunst zu beschäftigen. Er besuchte Kurse an der Kunstschule Burg Giebichenstein und beschäftigte sich mit Aktzeichnen bei Gustav Weidanz. 1949 begegnete er den beiden Malern Hermann Bachmann und Herbert Kitzel, in deren Ateliers er seine ersten künstlerischen Erfahrungen machen konnte. Durch sie erhielt er Zugang zur Galerie von Eduard Henning in Halle und gehörte zum Künstlerkreis der Halleschen Schule. 1957 verließ Tom Reichelt mit seiner damaligen Frau Fe Reichelt und dem ersten gemeinsamen Sohn die DDR und arbeitete im Allgemeinen Krankenhaus in Celle, wo er bald darauf die Leitung der Röntgenabteilung und der Strahlentherapie übernahm. Er war Mitglied des Bundes Bildender Künstler, des Kunstvereins Celle und der Gesellschaft für elektronische Kunst.

## Werk
In den 50er Jahren in seiner Zeit in Halle orientiert sich Tom Reichelt zunächst an Werken des Expressionismus, der Klassischen Moderne sowie an den Werken, die in den Ateliers seiner Malerfreunde Bachmann und Kitzel entstanden. Reichelts Frühwerke sind bestimmt von einer „gedämpften, einheitlichen Farbstimmung“ (D. Litt). In den folgenden Jahren entsteht eine Fülle von Aquarellen, Ölbildern sowie Grafiken. 1962 stellt er seine „Fleckenbilder“ aus, experimentelle Farbvariationen, die mit lebendiger Pinselführung „atmosphärische Bildräume“ erzeugen (D. Litt). Zusammen mit Karl-Heinz Lingner löst er damit eine heftige Polemik gegen die „Herren Gegenstandslosen“ und die „Verwilderung“ ihrer Bilder aus (Cellesche Zeitung Nov.1962). In den 1960er Jahren arbeitete er auch mit Druckgrafik. Er beteiligte sich regelmäßig an den Ausstellungen des Kunstvereins Hannover. 1966/67 entstehen „Röntgenfrauen“, die den Doppelblick des Röntgenologen und des Künstlers auf Schönheit und Verwesung zeigen. In den 70er Jahren kam die Fotografie dazu. In den 1980er Jahren war Tom Reichelt einer der ersten, der sich mit Computergrafik und Computermalerei beschäftigte, im Steintor Verlag erschien 1990 die „Meistersuite europäischer Graphik – Computerbilder: Mein Haus, Mein Tisch, Mein Bett“. Nach seiner Pensionierung 1984 konzentrierte sich Tom Reichelt wieder ganz auf die Malerei.
Ein Lebensthema wird die mythologische Gestalt des „Ikarus“, wobei nicht der Flug zur Sonne, sondern der Absturz interessiert. „Das Malen war ihm ein Zustand intensiver, doch müheloser Konzentration, von erhöhter und erweiterter Aufmerksamkeit, von »Geistesgegenwärtigkeit«. Der Malvorgang, der Malstrich als »Hier und Jetzt«, als Augenblick und Ewigkeit in eins, das faszinierte ihn“ (Wiltrud Stoffregen-Reichelt). Malen ist auch eine Rückzugsmöglichkeit in Wunsch-Innenräume. Bildgruppen wie „Fast wie Landschaft“ und „Herzgewächse“ beschäftigen ihn bis zu seinem Tod. 2006 erscheint im Rahmen einer Gedächtnisausstellung in der Gotischen Halle des Celler Schlosses das Buch „Tom Reichelt im Rückblick: Malerei und Graphik 1952-2004“.
Seine Witwe Wiltrud Stoffregen-Reichelt übergab 2007 bis 2009 dem Bomann-Museum in Celle eine Auswahl aus dem künstlerischen Nachlass als Schenkung (49 Gemälde in Öl oder Acryl auf Leinwand oder Karton sowie 46 Aquarelle. Der Werkbereich „Druckgraphik“ inklusive der Radierplatten ist darin vollständig enthalten).

## Einzelausstellungen
- 1962 Celle, Gotische Halle im Schloss (zus. mit Karl-Heinz Ligner)
- 1964 Hannover, Künstlerhaus
- 1964 Braunschweig, Galerie am Bohlweg
- 1965 Göttingen, Almanach der Galerie im centre
- 1966 Gütersloh, Zimmergalerie
- 1967 Walsrode, Galerie »P«
- 1967 Berlin, Galerie am Abend von Vera Ziegler
- 1974 Burgdorf, Galerie des Steintor Verlages (Jüdes)
- 1975 Dortmund, Galerie Ostentor
- 1975 Dortmund, Kulturhaus der Firma Hoesch
- 1976 Hannover, Fotogalerie »Z«
- 1988 Hannover, Galerie im Künstlerhaus (zus. mit H. Brede)
- 1989 Meiborssen, Galerie des Steintor Verlages (Jüdes)
- 1990 Celle, Clemens-Cassel-Haus
- 1991 Meiborssen, Galerie des Steintor Verlages (zus. mit Christin Becker)
- 1991 Burgdorf, Galerie Kramski
- 1995 Celle, Gotische Halle im Schloss
- 1996 Hameln, »arche«-Galerie
- 1999 Eschede, Musenmöhl
- 2000 Celle, Gotische Halle im Schloss
- 2001 Bomlitz, Galerie im Forum
- 2002 Hannover, Kultusministerium
- 2006 Celle, Gotische Halle im Schloss, »Im Rückblick: 1952 – 2004«
- 2007 Halle, Hallescher Kunstverein, Opernfoyer
- 2010 Celle, Bomann-Museum

## Ausstellungsbeteiligungen (Auswahl)
- 1950 Merseburg, Redoute
- 1960 Celle, Gotische Halle im Schloss: »ohne gegenstand«
- 1960 Hannover, Kunstverein, 48. Herbstausstellung
- 1960 Karlsruhe, Badischer Kunstverein
- 1961 Karlsruhe, Badischer Kunstverein
- 1961 Hannover, Kunstverein, 49. Herbstausstellung
- 1963 Karlsruhe, Badischer Kunstverein
- 1963 Celle, Gotische Halle im Schloss
- 1964 Hamburg, Galerie Boskamp
- 1964 Hannover, Kunstverein, 52. Herbstausstellung
- 1964 Karlsruhe, Badischer Kunstverein
- 1965 Worpswede, Galerie R. Steinmüller
- 1965 Öflingen, Evangelische Kirchengemeinde
- 1965 Hannover, Kunstverein, 53. Herbstausstellung
- 1966 Loccum, Evangelische Akademie
- 1966 Hannover, Kunstverein, 54. Herbstausstellung
- 1966 Frankfurt, Galerie Patio
- 1966 Dorum, Realschule
- 1967 Hannover, Kunstverein, 128. Frühjahrsausstellung
- 1969 Göhrde, Kunstforum
- 1969 Dortmund, Galerie Ostentor
- 1969 Hannover, Kunstverein, 57. Herbstausstellung
- 1969 Hamburg, hamburger filmschau ‘69
- 1970 Göhrde, Kunstforum
- 1972 Bonn, Niedersächsische Landesvertretung
- 1973 Novi Sad, Weltausstellung der Fotografie
- 1974 Hamburg, »Die Insel«
- 1975 Hamburg, 7. Hamburger Fototage
- 1976 Plön, Internationaler Fotokreis
- 1976 Frankfurter Buchmesse, Steintor Verlag
- 1978 Springe, Rathaus
- 1979 Plön, Internationaler Fotokreis
- 1984 Braunschweig, Galerie für Photographie
- 1985 Meiborssen, Galerie des Steintor Verlages (Jüdes)
- 1987 Hannover, Landesausstellung des BBK
- 1988 Hannover, Kunstverein, 75. Herbstausstellung
- 1988 Meiborssen, Galerie des Steintor Verlages (Jüdes)
- 1988 Schloss Holdenstedt, »Ich, Künstler in Niedersachsen«
- 1989 Tavistock und Plymouth, BBK-Ausstellung
- 1989 Meiborssen, Galerie des Steintor Verlages, Herbstausstellung
- 1990 Holbæk, Dänemark
- 1990 Meiborssen, Galerie des Steintor Verlages, Herbstausstellung
- 1991 Meiborssen, Galerie des Steintor Verlages, Pfingstausstellung
- 1991 Hildesheim, 12. Landesausstellung des BBK
- 1991 Celle, »700 Jahre Celle«
- 1994 Gladbeck, Computer Art ‘94
- 2007 Halle, Kunstverein Halle, »Herbert Kitzel und Freunde«
- 2007 Halle, Kunstverein »Talstraße«, »Ein hallescher Kosmos auf Einheitsformat«

## Veröffentlichungen
- 1965 »Centaur-Almanach« der galerie im centre

herausgegeben von Heinz Raumschüssel, Göttingen
- 1990 »Meistersuite Europäischer Graphik«, Edition des Steintor Verlages

Drei Computerbilder
Mein Haus, Mein Tisch, Mein Bett, alle 1990, 32-farbig, signiert, datiert; Auflage: je 50
- 2006 Katalog »Tom Reichelt im Rückblick: Malerei und Graphik 1952–2004«, 200 Seiten, 275 Abbildungen, Selbstverlag